# Sezarbil
Sezarbil je česká blackmetalová kapela z Brna založená v roce 1997 bývalými členy kapely Astaroth, kytaristou Lordem Sezarbilem a baskytaristou Charonem.
V roce 1998 vyšlo první demo The End of Sacred Faith ... Occido, Occidere ..., v roce 2000 pak pod hlavičkou vydavatelství Leviathan Records debutové studiové album s názvem The Unknown Empire.

## Diskografie
Dema
- The End of Sacred Faith ... Occido, Occidere ... (1998)

Studiová alba
- The Unknown Empire (2000)
- Bleed for the Devil (2007)
- Dark God (2009)
- Pád světa (2012)
- Jizva války (2022)

Split nahrávky
- Proti všem... (1999) – 3-way split CD společně s kapelami Maniac Butcher a Inferno